# Scordyliodes
Scordyliodes is een geslacht van vlinders van de familie spanners (Geometridae), uit de onderfamilie Larentiinae.

## Soorten
- S. liturata Warren, 1904
- S. preciosa Maassen, 1890
- S. subtessellata Dognin, 1906
- S. tesselata Warren, 1904